# Młynarczykowa Szczerbina
Młynarczykowa Szczerbina (słow. Mlynárikova štrbina, 1754 m) – przełączka we wschodniej grani masywu Młynarza (dokładnie Wielkiego Młynarza) w słowackich Tatrach Wysokich. Znajduje się między Nawiesistą Turnia (1830 m) i Młynarczykiem (1762 m). 
Jest to wąska przełączka. Na południe opada z niej pionowe zacięcie będące częścią zbudowanej z płyt depresji oddzielającej urwiska Młynarczyka i ścianę Nawiesistej Turni. Na północ opada z przełączki skalisto-trawiaste zbocze  będące orograficznie prawą odnogą Młynarczykowego Żlebu. 
Młynarczykowa Szczerbina jest jedynym miejscem, z którego w łatwy sposób można wyjść na szczyt Młynarczyka. Jedyna zaś łatwa droga na Młynarczykową Szczerbinę prowadzi wschodnią granią Młynarza (droga wspinaczkowa nr 41 w przewodniku W. Cywińskiego Tatry, tom 6. Młynarz). Ma trudność II w skali tatrzańskiej. Samo wejście z Młynarczykowej Szczerbiny na Młynarczyka jest łatwe, lecz jak pisze W. Cywiński w niezwykłej ekspozycji.
Pierwsze wejście: Jan Humpola i Mieczysław Świerz 14 lipca 1924 r. Pierwsze wejście zimowe: Cestmir Harnicek i Jaroslav Mlezak 16 marca 1954 r..

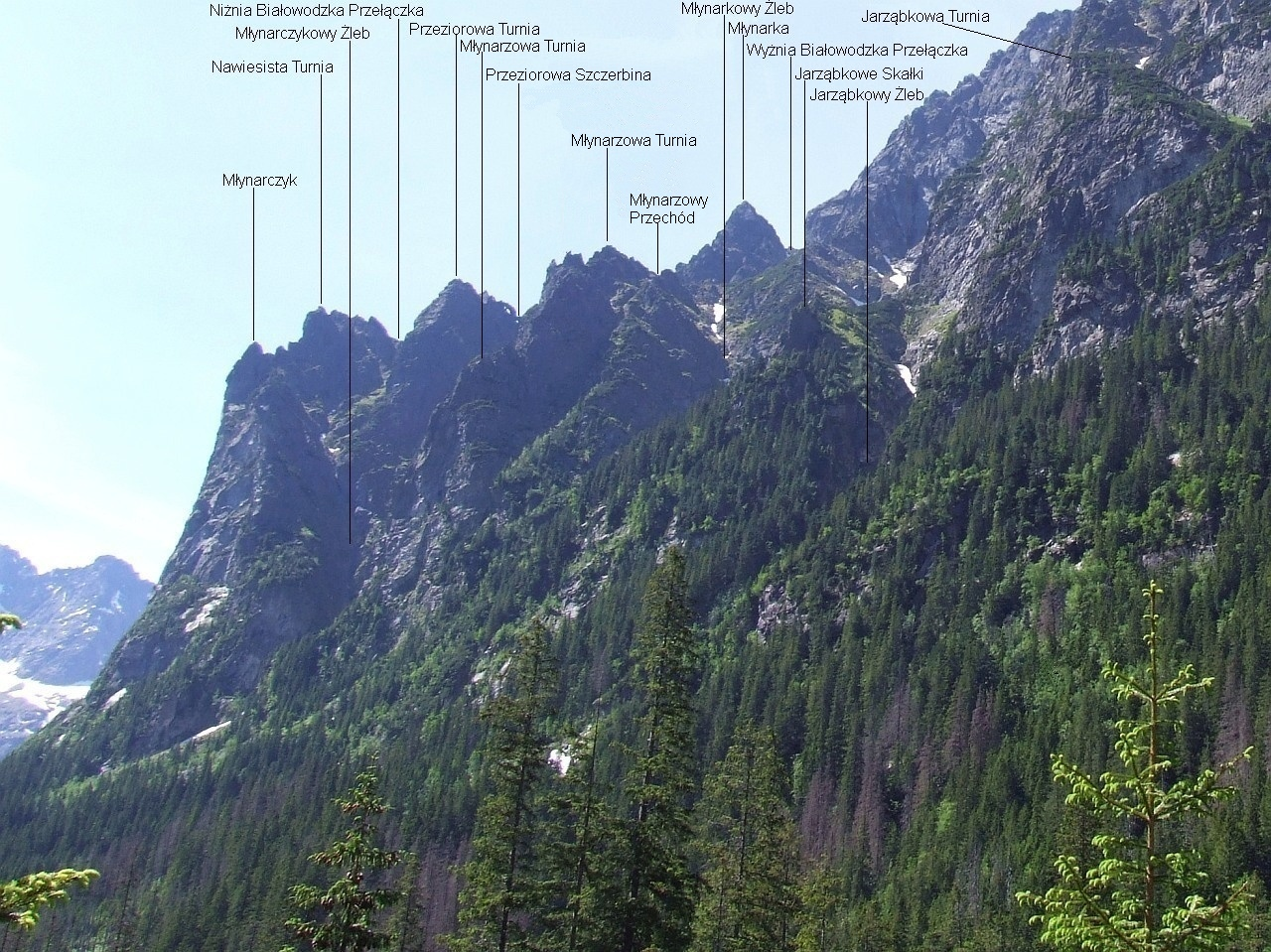
Młynarczykowa Szczerbina po prawej stronie Młynarczyka
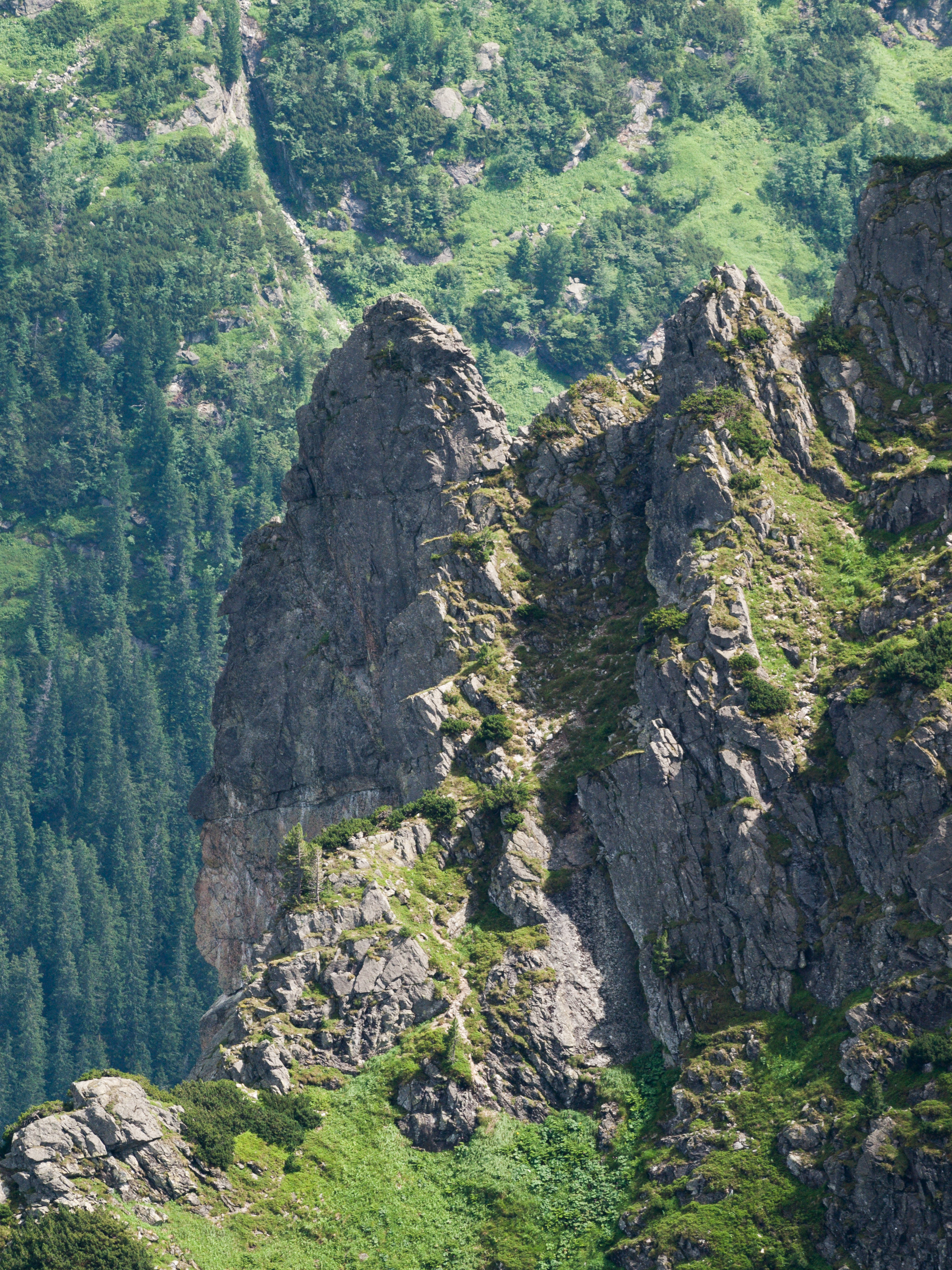
Wierzchołek Młynarczyka i Młynarczykowa Szczerbina